# Pałac w Starej Rudnej
Pałac w Starej Rudnej – zabytkowy pałac w Starej Rudnej - wsi  w Polsce, w województwie dolnośląskim, w powiecie lubińskim, w gminie Rudna.

## Historia
Obiekt  wybudowany w XVII w. Od frontu znajduje się barokowy portal ograniczony po bokach pilastrami, zwieńczony półkolistym frontonem. Pod nim kartusz z herbami gubernatora hrabiego Johanna Ludwiga von Nostitz-Ransen (właściciela od 1679, po lewej) i jego żony (po prawej). Kartusz wieńczy korona. Obiekt jest częścią zespołu pałacowego, w skład którego wchodzi jeszcze park  - ogród z różnymi odmianami kwiatów i drzew.

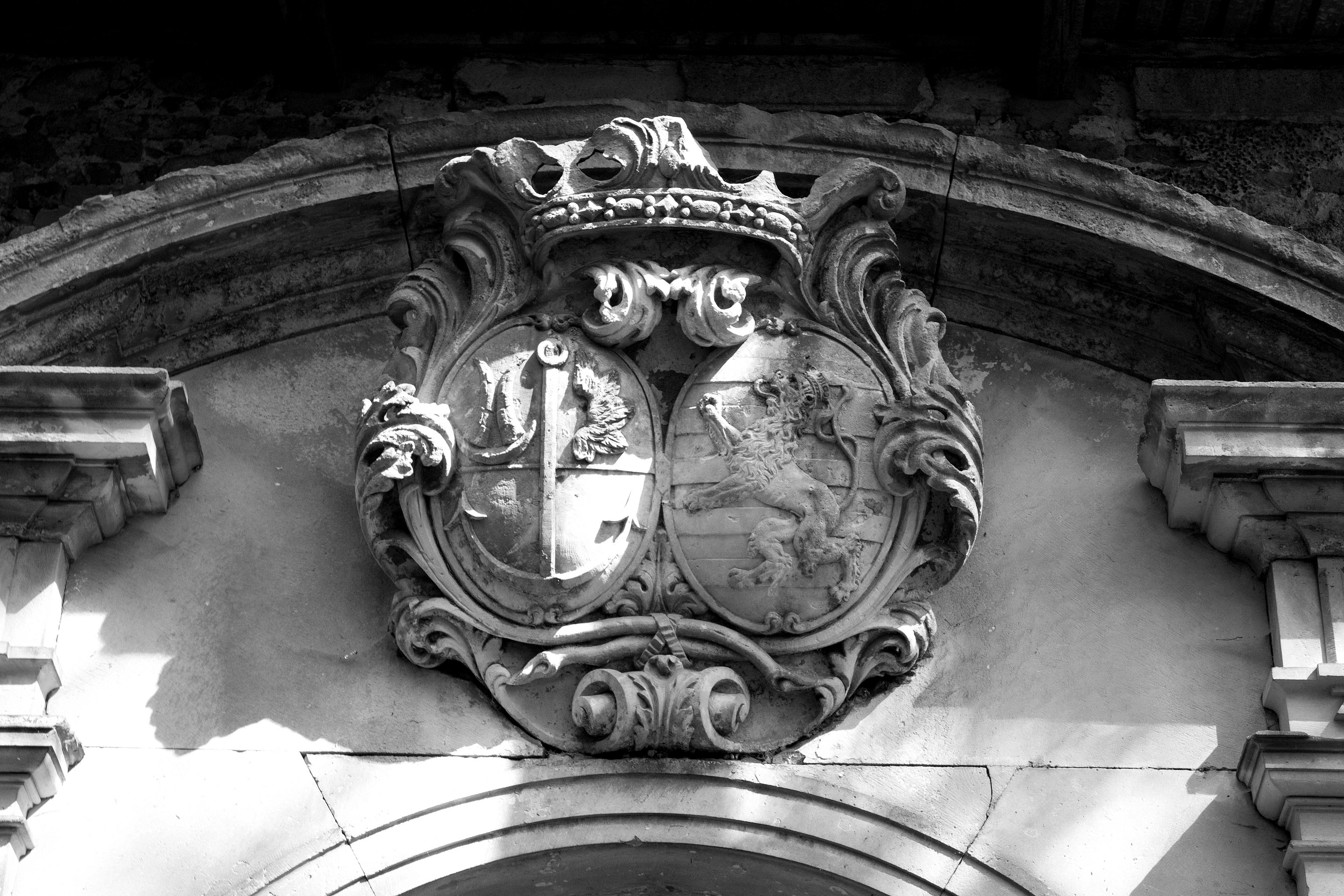
Kartusz z herbami nad portalem
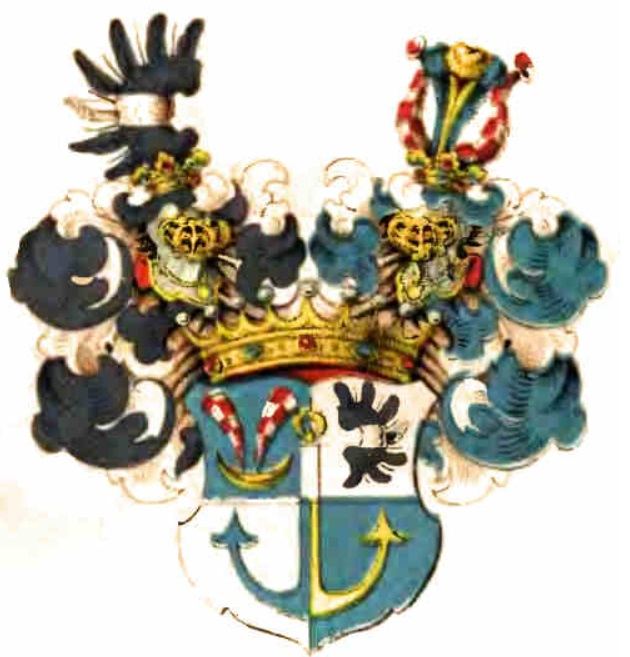
Herb von Nostitz
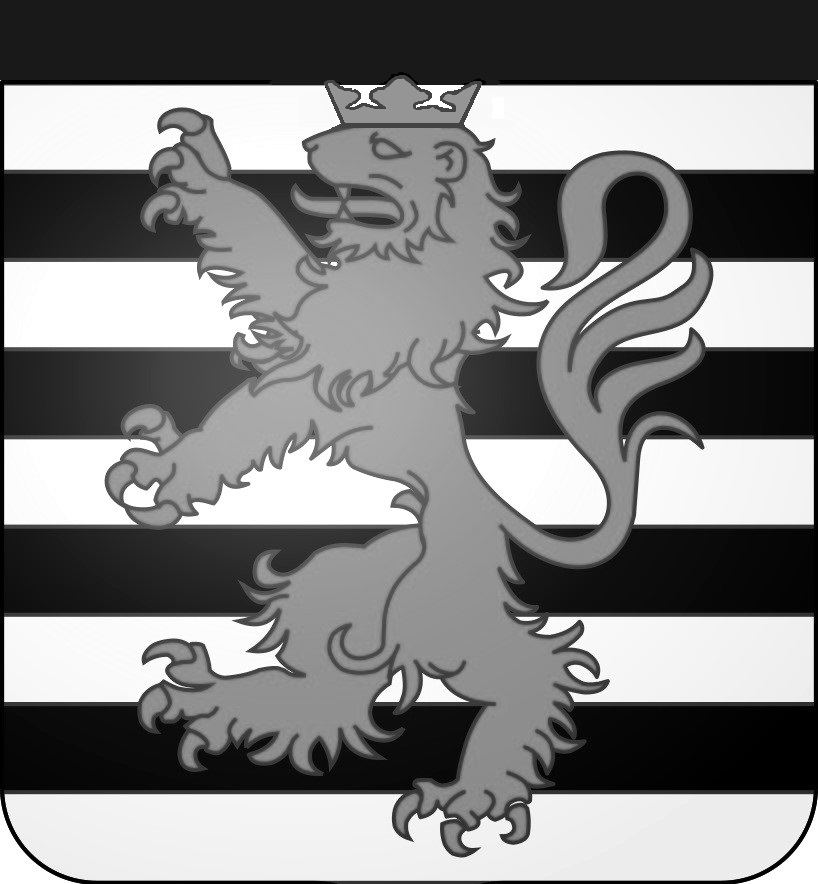
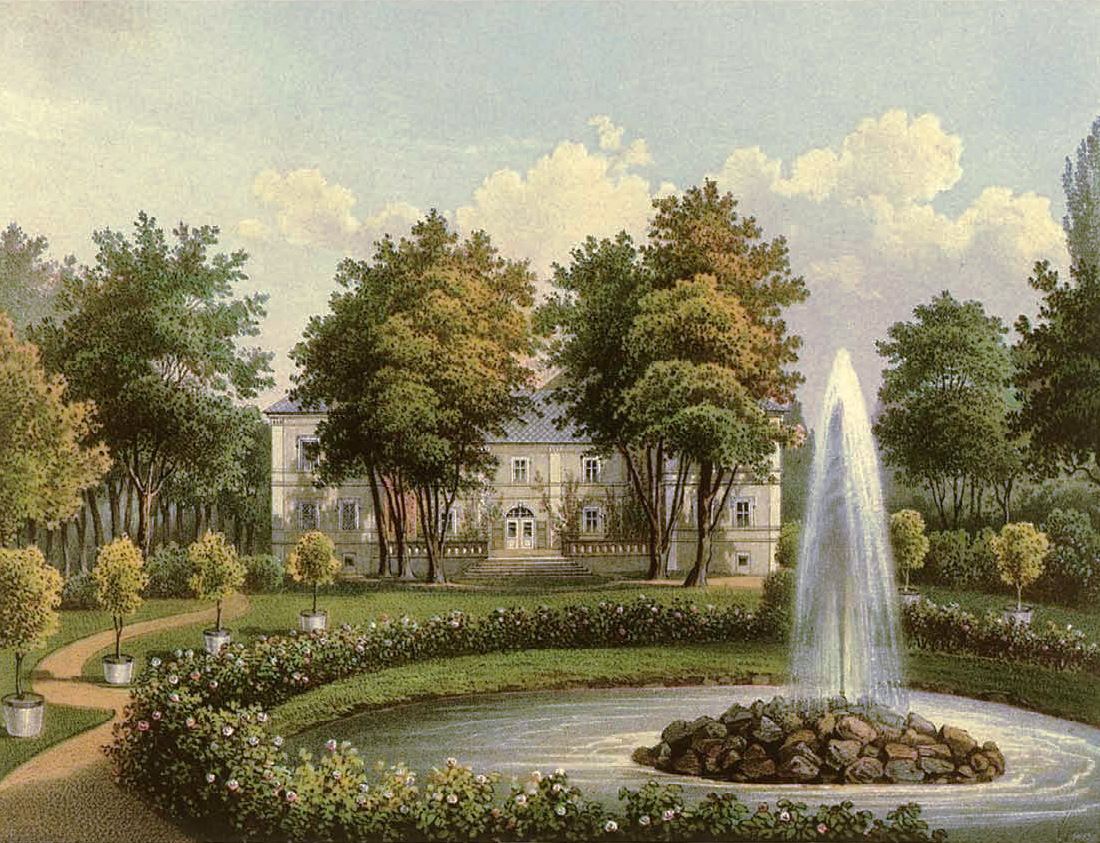
Pałac w latach 1857-83